# ヴァンゆん
ヴァンゆん（VAMYUN）は、ヴァンビとゆんから成る日本の2人組男女YouTuber、タレント。2018年から2023年まで活動していた。太田プロダクション所属。

## 来歴
元ヴィジュアル系バンドマンのヴァンビが2016年、元アイドルのゆんが2017年、それぞれ個人YouTuberとして活動を開始。2人はYouTuberが集まるイベントで何度か顔を合わせ、2018年2月に投稿した初コラボ動画から頻繁にコラボするようになった。同年7月21日に1ヶ月間限定の予定でコンビを結成したところ大きく知名度が上がったため、正式にコンビを組むことになった。
2019年3月、チャンネル登録者数が100万人を達成。同年9月、ヴァンビはUUUMから、ゆんはVAZから揃って太田プロダクションに事務所を移籍。YouTubeのチャンネル登録者数が100万人を超えるYouTuberが大手の芸能事務所に所属するのは初めてであった。
2019年10月24日、日本テレビのバラエティ番組『ダウンタウンDX』でテレビ初出演。2020年6月27日には読売テレビのバラエティ番組『つづきはテレビでTV』のMCに就任し、他にも数々のテレビ番組に出演。
2020年11月12日、1stシングル『ラ・ラ・ランデヴー！』をソニー・ミュージックレーベルズよりデジタルリリース。11月5日にはリリースに先立ってミュージックビデオが公開された。
2020年12月5日、初のスタイルブック『ヴァンゆんの万有引力～人を惹きつける魅力の秘密～』をKADOKAWAより出版。
2021年8月14日、アパレルブランド『UMVAMY（アンバミー）』のプロデュースを開始。
2022年5月15日、ゆんが適応障害により活動を休止。同年7月1日に復帰。復帰後はチャンネルの方向性を変え、ファミリー層に向けたコント動画を投稿。
2022年7月10日、ヴァンビが覆面YouTuberのスパイダーメーンとして正体を隠して活動を開始。ゆんもコラボ相手の紹介をするなど協力。
2022年10月1日、2ndシングル『すれ違いラバーズ』をVAMYUN MUSICよりデジタルリリース。
2022年12月1日、同年末をもって無期限で活動を休止し、2023年以降はそれぞれ個人で活動していく旨を報告。2023年9月9日、正式に解散を発表。なお、個人名義で太田プロダクションへの所属は継続している。

## メンバー
- ヴァンビ
- ゆん

## 騒動

### 結婚生配信
2021年12月14日、ヴァンビは「ゆんとの関係を白黒つける」といい、クリスマスの生配信を告知した。そして同月25日、YouTubeチャンネルにて「ヴァンゆんチャンネル登録者250万人達成したら結婚する生配信！！」というタイトルで生配信を行った。生配信開始後に企画内容を知ったゆんは、スタッフも大勢いる中の断れない状況下で混乱しつつ参加した。
その後約4時間生配信を行い、登録者数は元々の226万8318人から228万2000人まで増えるも、目標の250万人には到達しなかった。しかし、227万人達成のミッションであった結婚式場の本予約や、228万人達成のミッションであったYouTuberへの通話などは行われた。また、結婚式場には式場のスタッフや牧師、ゆんの親族が夜10時まで待機していた。
同配信はゆんへの配慮が欠けていることや、ゆんの親族や結婚式場のスタッフなど多くの人に迷惑をかけたことなどから、インターネット上で批判が寄せられた。騒動を受け、翌日にヴァンビは「全ての責任は自分にある」として謝罪動画を投稿した。
なお、2019年には3日以内に10万いいねを達成したら交際開始という旨の動画を投稿したこともある。

## 音楽作品

### 配信限定シングル
| 発売日         | タイトル             | レーベル          | クレジット                                                         |
| -------------- | -------------------- | ----------------- | ------------------------------------------------------------------ |
| 2020年11月12日 | ラ・ラ・ランデヴー！ | Sony Music Labels | 作詞：ヴァンゆん・Ryota Saito・中村歩/作曲・編曲：中村歩・菊池博人 |
| 2022年10月1日  | すれ違いラバーズ     | VAMYUN MUSIC      | 作詞：ヴァンゆん・少年T/作曲：少年T/編曲：fu-rin                   |

### 参加作品
| 発売日        | タイトル         | アーティスト | 収録アルバム | 備考 |
| ------------- | ---------------- | ------------ | ------------ | --- |
| 2022年7月27日 | オタパリディスコ | スカイピース | Grateful For | 作詞：スカイピース・ヴァンゆん・かす・ジュキヤ・せりしゅん・中町兄妹・まあたそ/作曲：スカイピース・宮川拓 |

## 出演

### テレビ番組
- つづきはテレビでTV（2020年6月27日 - 2021年3月13日、読売テレビ） - MC

### テレビドラマ
- 警視庁・捜査一課長 season5 第1話（2021年4月8日、テレビ朝日） - 和洋・菓子 役[40]
- ハコヅメ〜たたかう!交番女子〜 第5話（2021年8月18日、日本テレビ） -  カップル 役

### ウェブ番組
- ザ・マスクド・シンガー2（2022年8月4日、Amazon Prime Video） - ツインスター

### CM
- G123 ビビッドアーミー テレビCM（2021年1月1日、CTW） - アンバサダー[41]

## 書籍

### スタイルブック
- ヴァンゆんの万有引力～人を惹きつける魅力の秘密～（2020年12月5日、KADOKAWA）[22]